# Kanoiet
Het mineraal kanoiet is een mangaan-magnesium-inosilicaat, een verbinding van twee inosilicaationen met mangaan en magnesium met de molecuulformule (Mn2+,Mg)2Si2O6. Het is een inosilicaat en een pyroxeen. Het is roze- tot roodbruin, heeft een lichtbruine streepkleur en een glasglans. Het heeft een monoklien kristalstelsel en de splijting is perfect volgens een onbekend kristalvlak. De massadichtheid is 3,66 kg/l, de hardheid is 6 tot 7 en het mineraal is niet radioactief. Kanoiet komt, net als andere pyroxenen in stollingsgesteente voor. Het mineraal wordt in Tatehira gevonden, op het schiereiland Oshima van Hokkaido in Japan.